# نگپارت
نگپارت (به لاتین: Niepart) یک روستا در لهستان است که در گمینا کروبیا واقع شده‌است.
 نگپارت  ۵۲۰ نفر جمعیت دارد.